# FC Universitatea Cluj (női csapat)
Az Olimpia Cluj női labdarúgócsapatát 2010-ben alapították. A román Liga I tagja.

## Története
A klub Mirel Albon, a CFF Clujana volt edzőjének és a Kolozsvári Műszaki Egyetem együttműködésének gyümölcse. Első szezonjukat az élvonalban kezdték és százszázalékos mutatóval, újoncként emelhették magasba a bajnoki trófeát. A 2018-as idénytől az FC Universitatea Cluj női szakosztályaként működnek.

## Sikerlista
- Román bajnok (11): 2011, 2012, 2013, 2014, 2015, 2016, 2017, 2018, 2019, 2021, 2022
- Román kupagyőztes (8): 2011, 2012, 2013, 2014, 2015, 2017, 2021, 2022

## Játékoskeret
2022. augusztus 18-tól
| #  |     | Poszt | Név                       |
| -- | --- | ----- | ------------------------- |
| 1  | USA | K     | Kyleigh Lucinda Hall      |
| 12 | ROM | K     | Briana Florina Brici      |
| 25 | ROM | K     | Mirela Ganea Pop          |
| 31 | KAZ | K     | Nazim Iszmajlova          |
| 3  | ROM | V     | Cristina Botojel          |
| 6  | ROM | V     | Adina Giurgiu             |
| 15 | ROM | V     | Andreea Pînzariu          |
| 17 | ROM | V     | Helga Varo                |
| 18 | USA | V     | Janessa Lynn Staab        |
| 19 | JOR | V     | Ajah Al-Madzsali          |
| 21 | ROM | V     | Simona Sigheartau         |
| 22 | ROM | V     | Maria Stamate             |
| 29 | ROM | V     | Andreea-Rebeca Neagu      |
| 30 | ROM | V     | Delenke Molnar            |
| 38 | ROM | V     | Alexandra Valentina Hodis |
| 4  | ROM | KP    | Ioana Bortan              |
| 9  | ROM | KP    | Mihaela Ciolacu           |

| #  |     | Poszt | Név                      |
| -- | --- | ----- | ------------------------ |
| 10 | ESP | KP    | Alba González            |
| 24 | EGY | KP    | Sherouk Farhan           |
| 33 | ESP | KP    | Sara Jiménez             |
| 40 | ROM | KP    | Karina Bede              |
| 44 | ROM | KP    | Ana-Maria Florică        |
| 45 | ROM | KP    | Denisa Maria Banciu      |
| 48 | ROM | KP    | Maria Lucia Baciu        |
| 77 | ROM | KP    | Florentina Iancu         |
| 88 | ROM | KP    | Daiana Oneț              |
| 5  | MDA | CS    | Carolina Țabur           |
| 11 | ROM | CS    | Mara Bâtea               |
| 14 | ROM | CS    | Adina Borodi             |
| 28 | ROM | CS    | Ioana-Raluca Pascu       |
| 31 | ROM | CS    | Anamaria Filip           |
| 90 | ROM | CS    | Carmen Marcu             |
| 99 | ROM | CS    | Ioana Nicoleta Balaceanu |

## Korábbi híres játékosok
| - Sonia Bumbar - Sara Câmpean - Cosmina Dușa - Maria Ficzay - Adina Giurgiu - Daniela Gurz - Lidia Havriștiuc - Alexandra Iușan - Alexandra Lunca - Isabelle Mihail - Roxana Mirea - Alesia Moldovan - Oana Negrea | - Corina Olar - Olivia Oprea - Andreea Părăluță - Anamaria Salagean - Raluca Sârghe - Ștefania Vătafu - Noemi Vincze - Erin Louise Seppi - Cloé Macuiba - Priscilla Hagan - Christine Manie - Vágó Fanny - Jekatyerina Ulaszevics |